# Agrostis araucana
Agrostis araucana é uma espécie de gramínea do gênero Agrostis, pertencente à família Poaceae.